# Distrito de Malda
Malda (en bengalí: মালদহ জেলা) es un distrito de la India en el estado de Bengala Occidental. Código ISO: IN.WB.MA.
Comprende una superficie de 3 733 km².
El centro administrativo es la ciudad de English Bazar.

## Demografía
Según censo 2011 contaba con una población total de 3 997 970 habitantes, de los cuales 1 936 377 eran mujeres y 2 061 593 varones.